# 2013년 KIA 타이거즈 시즌
2013년 KIA 타이거즈 시즌은 KIA 타이거즈의 32번째 시즌이자 선동열 감독의 부임 후 2번째 시즌이다.

## 타이틀
- 월드 베이스볼 클래식 국가대표: 서재응, 윤석민, 이용규
- 플레이어스 초이스 어워드 기량발전선수상: 신종길
- 조아제약 프로야구대상 기량발전상: 신종길
- 스포츠서울 올해의 선행상: KIA 상조회
- 스포츠서울 4월 MVP: 양현종
- ADT캡스 수비상: 이범호 (3루수)
- 한국갤럽 선정 가장 좋아하는 한국인 야구선수: 이용규 (6위), 윤석민 (7위)
- 마이데일리 선정 역대 FA 몸값 총액 포지션 베스트: 김주찬 (외야수 2위)
- 한일 프로야구 레전드 슈퍼게임 올스타: 선동열 (플레잉감독), 이대진 (투수), 한대화 (내야수)
- 한일 프로야구 레전드 슈퍼게임 홈팀 MVP: 이대진
- 올스타전 추천선수: 차일목, 김선빈, 나지완
- 컴투스프로야구 트레이드 사가 라인업: 송은범 (중계투수)
- 컴투스프로야구 선정 꽃미남 구단: 김선빈, 이용규, 윤해진, 이범호
- BB/K: 이용규 (1.19)

### 퓨처스리그
- 퓨처스 올스타전 우수투수상: 김윤동
- 퓨처스 올스타전 우수타자상: 황정립
- 퓨처스 올스타: 김윤동, 이홍구, 황정립, 서용주
- 출장(타자): 김광연 (98)
- 볼넷: 황정립 (55)

## 선수단
- 선발투수: 양현종, 김진우, 소사, 임준섭, 빌로우, 서재응
- 구원투수: 유동훈, 최향남, 박경태, 한승혁, 박준표, 신승현, 심동섭, 신창호, 김윤동, 진해수, 손동욱, 송은범, 박지훈
- 마무리투수: 윤석민, 앤서니, 이대환, 오준형, 임준혁
- 포수: 차일목, 김상훈, 이홍구, 이성우, 백용환
- 1루수: 최희섭, 황정립, 김주형
- 2루수: 안치홍
- 유격수: 김선빈, 김광연, 고장혁, 홍재호
- 3루수: 이범호, 박기남
- 좌익수: 나지완, 김원섭, 이동훈, 최훈락, 윤해진
- 중견수: 이용규, 김주찬, 서용주, 유재혁
- 우익수: 신종길, 김상현, 이준호, 이종환
- 지명타자: -[1]

## 시범 경기
| # | 클럽 | 경기 | 승 | 무 | 패 | 승률  |
| - | ---- | ---- | -- | -- | -- | ----- |
| 1 | KIA  | 11   | 9  | 0  | 2  | 0.818 |
| 2 | SK   | 11   | 6  | 1  | 4  | 0.600 |
| 2 | 두산 | 11   | 6  | 1  | 4  | 0.600 |
| 2 | 넥센 | 11   | 6  | 1  | 4  | 0.600 |
| 5 | LG   | 12   | 5  | 1  | 6  | 0.455 |
| 5 | NC   | 12   | 5  | 1  | 6  | 0.455 |
| 7 | 한화 | 12   | 4  | 1  | 7  | 0.364 |
| 8 | 롯데 | 11   | 3  | 1  | 7  | 0.300 |
| 9 | 삼성 | 11   | 2  | 3  | 6  | 0.250 |

## 정규 시즌
| 순위 | 구단 | 경기수 | 승 | 패 | 무 | 승률 | 게임 차 |
| ---- | ---- | ------ | -- | -- | -- | ---- | ------- |
| 1    | 삼성 | 128    | 75 | 51 | 2  | .595 | -       |
| 2    | LG   | 128    | 74 | 54 | 0  | .578 | 2.0     |
| 3    | 넥센 | 128    | 72 | 54 | 2  | .571 | 3.0     |
| 4    | 두산 | 128    | 71 | 54 | 3  | .568 | 3.5     |
| 5    | 롯데 | 128    | 66 | 58 | 4  | .532 | 8.0     |
| 6    | SK   | 128    | 62 | 63 | 3  | .496 | 12.5    |
| 7    | NC   | 128    | 52 | 72 | 4  | .419 | 22.0    |
| 8    | KIA  | 128    | 51 | 74 | 3  | .408 | 23.5    |
| 9    | 한화 | 128    | 42 | 85 | 1  | .331 | 33.5    |

## 통계
| # | 선수 | 경기 | 이닝  | 승 | 패 | 세이브 | 홀드 | 삼진 | 방어율 |
| - | ---- | ---- | ----- | -- | -- | ------ | ---- | ---- | ------ |
| 1 | 소사 | 29   | 164.2 | 9  | 9  | 0      | 1    | 143  | 5.47   |

| # | 선수   | 경기 | 타수 | 안타 | 2루타 | 3루타 | 홈런 | 타율  |
| - | ------ | ---- | ---- | ---- | ----- | ----- | ---- | ----- |
| 1 | 신종길 | 104  | 377  | 117  | 22    | 5     | 4    | 0.310 |
| 2 | 이용규 | 100  | 390  | 115  | 20    | 1     | 2    | 0.295 |
| 3 | 나지완 | 125  | 435  | 125  | 18    | 0     | 21   | 0.287 |
| 4 | 안치홍 | 118  | 414  | 103  | 15    | 0     | 3    | 0.249 |
| 5 | 이범호 | 122  | 436  | 108  | 17    | 0     | 24   | 0.248 |

| 부문            | 선수               | 기록            |
| --------------- | ------------------ | --------------- |
| 승리(W)         | 소사 김진우 양현종 | 9               |
| 평균자책(ERA)   | 소사               | 5.47            |
| 탈삼진(SO)      | 소사               | 143             |
| 세이브(SV)      | 앤서니             | 20              |
| 홀드(HLD)       | 신승현 최향남      | 8               |
| 승률(WPCT)      | 10승투수가 없음    | 10승투수가 없음 |
| 경기(G)         | 신승현             | 55              |
| 선발(GS)        | 소사               | 28              |
| 완투            | 양현종 윤석민      | 1               |
| 완봉            | 없음               | 0               |
| 이닝            | 소사               | 164 2/3         |
| 승리기여도(WAR) | 양현종             | 2.66            |

| 부문            | 선수          | 기록  |
| --------------- | ------------- | ----- |
| 타율(AVG)       | 신종길        | 0.310 |
| 홈런(HR)        | 이범호        | 24    |
| 타점(RBI)       | 나지완        | 96    |
| 득점(R)         | 이용규        | 74    |
| 안타(H)         | 나지완        | 125   |
| 출루율(OBP)     | 나지완        | 0.394 |
| 장타율(SLG)     | 이범호        | 0.497 |
| 도루(SB)        | 신종길        | 29    |
| OPS             | 나지완        | 0.868 |
| 2루타           | 신종길        | 22    |
| 3루타           | 신종길        | 5     |
| 경기(G)         | 나지완        | 125   |
| 타석            | 나지완        | 522   |
| 볼넷            | 나지완 이범호 | 62    |
| 사구            | 나지완        | 18    |
| 희생타          | 신종길        | 15    |
| 승리기여도(WAR) | 나지완        | 4.23  |

- 투수, 타자 순위는 규정 이닝 또는 규정 타석을 채운 선수들만 표시

## 여담
- 김윤동은 후반기 스트라이크 중 타격 허용 비율 100%로 2013년 이후 KBO 리그 단일 시즌 후반기 최다 기록을 세웠다.
- 소사는 3루타 9개를 허용하여 2013년 이후 KBO 리그 단일 시즌 최다 피3루타 기록을 세웠다.
- 최향남은 이 시즌을 끝으로 KBO 리그를 떠나게 됨에 따라, KBO 리그 통산 996.1이닝을 소화하게 되어 3.2이닝 차이로 KBO 규정 이닝 진입에 실패했다.
- 최향남은 만 40세 때부터의 통산 보크 1회로 KBO 리그 40대 투수 통산 최다 기록을 세웠다.
- 유동훈은 이 시즌 이후 추가 등판 없이 은퇴하여 KBO 리그 통산 1000이닝 미만 투수 중 통산 최다 사구(95) 허용, 월요일 경기 통산 최다 사구 허용(11) 기록을 세웠다.
- 투수 앤서니는 이 시즌 KBO 리그 역대 외국인 투수 중 단일 시즌 최저 타자 WAR, 최저 공격 WAR 기록을 세웠다.
- 소사는 원정 경기 69자책점으로 KBO 리그 역대 단일 시즌 원정 경기 최다 기록을 세웠다.
- 무등 야구장이 홈구장으로 사용된 마지막 시즌이다.